# FRONTIER (doaのアルバム)
『FRONTIER』（フロンティア）は、doaのメジャー5枚目のアルバム。

## 解説
- シングル「365のダイヤモンド」、アルバムタイトル曲「FRONTIER」など計13曲を収録したアルバム。
- 表題曲の「FRONTIER」にはPVがあり、公式サイト上では一部が公開され、Music Japan TVの「ARTIST REQUEST」のdoa特集ではフルで公開された。
- 「Wave Your Hands」はテレビ東京系『ゴルフの真髄』エンディング・テーマ。

## 収録曲
全作曲・編曲：徳永暁人
1. TAKE IT EASY（3:12）
作詞:大田紳一郎
2. I'll be there（4:10）
作詞:徳永暁人
3. DESIRE（4:03）
作詞:大田紳一郎
4. DANCE WITH LIFE 〜強がりのがんばりーマン〜（3:42）
作詞:大田紳一郎
5. FRONTIER（3:58）
作詞:大田紳一郎
6. Wave Your Hands（3:45）
作詞:徳永暁人
7. 笑うが勝ちや（3:28）
作詞:吉本大樹
8. Oh FRIEND（4:35）
作詞:大田紳一郎
9. Just like that?（3:26）
作詞:大田紳一郎
10. 湿度 -100%の休日（3:54）
作詞:徳永暁人
11. ナンネンブリカニ（3:14）
作詞:徳永暁人
12. ポイズン（3:34）
作詞:徳永暁人
13. 365のダイヤモンド（4:10）
作詞:徳永暁人

## 参加ミュージシャン
- 吉本大樹 - ボーカル
- 大田紳一郎 - ボーカル、ギター
- 徳永暁人 - ボーカル、ベース、その他楽器演奏
  - 高久知也 - バイオリン (#7.8)
  - 岡崎雪 - コーラス (#13)
  - Maki Kaise：コーラス (#8)